# Gran bacant
Gran bacant és una escultura (ferro retallat, forjat i reblat) de 49 x 51,7 x 22,8 cm realitzada a París per Pau Gargallo i Catalán l'any 1931, la qual es troba al Museu Nacional d'Art de Catalunya.

## Context històric i artístic
L'evolució de Gargallo pel que fa a l'experimentació amb nous materials i noves tècniques adequades a aquests materials el va dur a emprar primer la planxa de coure i després la de ferro. Si en les primeres obres elaborades amb aquests metalls va fer servir planxes molt fines que van limitar les dimensions de les escultures, més endavant va utilitzar metall de més gruix per tal d'aconseguir efectes plàstics més adequats a les seues necessitats expressives.
Fou una donació de Santiago Marco (1935) i el seu número de catàleg al MNAC és el 11653.

## Descripció
Cap al 1930 Gargallo, que havia anat adquirint un domini més gran de la tècnica, va començar a treballar amb planxa de ferro d'un gruix considerable, la qual cosa li va permetre simplificar tant els aspectes tècnics més complexos de les seues obres anteriors com eliminar aquells elements no estrictament imprescindibles. En aquest sentit, Gran bacant, indiscutiblement una de les millors obres de l'artista, representa un canvi radical en la seua producció perquè mostra la depuració formal que li va permetre simplificar el procés creatiu utilitzant un nombre menor de peces, algunes de les quals es limiten a insinuar una part del cos femení. D'aquesta manera les obres de Gargallo, fruit d'un treball de recerca constant, contribuïen a definir el llenguatge de l'escultura en ferro, guanyaven en intensitat i, en definitiva, assolien la síntesi del seu art.